# Gieorgij Kornijenko
Gieorgij Markowicz Kornijenko (ros. Георгий Маркович Корниенко, ur. 13 lutego 1925 we wsi Andriejewka w obwodzie mikołajowskim, zm. 20 maja 2006 w Moskwie) – radziecki dyplomata i polityk, Bohater Pracy Socjalistycznej (1985).

## Życiorys
Od 1929 mieszkał z rodziną w Chersoniu, po ataku Niemiec na ZSRR ewakuowany do Chabarowska. Od jesieni 1944 kursant Wyższej Szkoły NKGB ZSRR (Wydział Języków Obcych), jesienią 1946 skończył Wyższą Szkołę MGB ZSRR, pracował jako referent w Wydziale Informacyjnym Pierwszego Głównego Zarządu MGB ZSRR, a od maja 1947 w Komitecie Informacji przy Radzie Ministrów ZSRR. W 1949 pracownik Wydziału Amerykańskiego Komitetu Informacji przy Ministerstwie Spraw Zagranicznych ZSRR, pomocnik, potem szef wydziału, od 1 listopada 1951 ponownie pracownik MGB ZSRR, 1953 eksternistycznie ukończył Moskiewski Instytut Prawniczy. Od 1958 kierownik sektora amerykańskiego Wydziału Informacji KC KPZR, od 1959 zastępca kierownika Wydziału Państw Ameryki MSZ ZSRR, 1960-1964 pracował w Ambasadzie ZSRR w USA jako radca, a od 1963 poseł-radca. W 1964 wrócił do ZSRR, 1965-1978 był kierownikiem Wydziału USA MSZ ZSRR i członek Kolegium MSZ ZSRR, 1975-1977 zastępca ministra, a 1977-1986 I zastępca ministra spraw zagranicznych ZSRR. 1986-1988 zastępca kierownika Wydziału Międzynarodowego KC KPZR, 1989-1996 główny specjalista ds. problemów międzynarodowych Instytutu Orientalistyki Rosyjskiej Akademii Nauk. Od 3 marca 1981 do 25 kwietnia 1989 członek KC KPZR. 1979-1989 deputowany do Rady Najwyższej ZSRR 10 i 1 kadencji.

## Odznaczenia
- Medal Sierp i Młot (12 lutego 1985)
- Order Lenina (dwukrotnie - 27 grudnia 1977 i 12 lutego 1985)
- Order Czerwonego Sztandaru Pracy (dwukrotnie - 31 grudnia 1966 i 22 października 1971)
- Order Przyjaźni Narodów (12 lutego 1975)
- Medal „Za zasługi bojowe” (25 czerwca 1954)

I medale.